# Teodoro Gaza

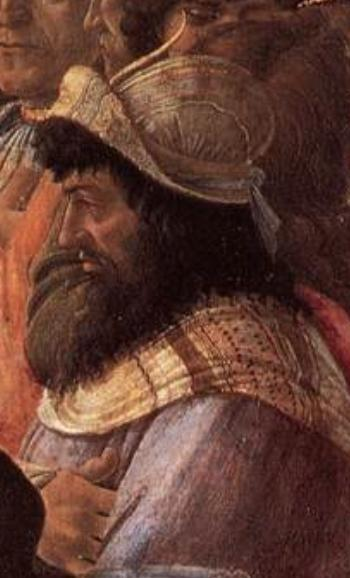
Teodoro Gaza representado por Botticelli na "Adoração dos Magos", atualmente na Galeria Uffizi em Florença, Itália.

Teodoro Gaza (ca. 1398 – ca. 1475) (em grego:  Θεόδωρος Γαζής; em latim: Theodorus Gazes), também Teodoro Gazis ou Teodoro Tessalonicense  foi um humanista grego, um tradutor de Aristóteles e um dos acadêmicos gregos que foram líderes do renascimento do conhecimento no século XV na chamada Renascença Paleóloga.

## Vida e obras
Teodoro nasceu numa ilustre família grega em Tessalônica, na Macedônia por volta de ca. 1400, quando a cidade estava sob o jugo do Império Bizantino. Com a captura de sua cidade natal pelos turcos otomanos em 1430, ele escapou para a Itália. Durante os três anos em que viveu em Mântua, ele rapidamente adquiriu um bom conhecimento de latim sob a tutela de Vittorino da Feltre, se sustentando enquanto isso ministrando aulas de grego e copiando manuscritos clássicos antigos.
Em 1447, ele se tornou professor de grego na recém-fundada Universidade de Ferrara, para onde um grande número de estudantes de toda a Itália foram atraídos pela sua fama como professor. Entre eles estavam Rodolfo Agrícola. Ele tomou parte do Concílio de Siena (1423) e no Concílio de Basileia-Ferrara-Florença (1438-1439), com o objetivo de reunir novamente as Igrejas latina e ortodoxa. Em 1450, à convite do papa Nicolau V, ele foi a Roma, onde ele passaria alguns anos sob a tutela de seu patrono traduzindo antigos manuscritos de Aristóteles e outros autores gregos para o latim. Lá, ele continuou lecionando: há um reporte de que, numa certa ocasião, o papa Sisto IV contratou Gaza para traduzir obras de Aristóteles para o latim, com o pagamento acertado numa certa quantidade de peças de ouro; porém, ao receber o pagamento, Gaza ficou insultado com a quantidade paga e atirou furiosamente o dinheiro no Tibre Entre os seus estudantes estavam Demétrio Calcondilas, um dos principais acadêmicos do Renascimento, e Andrônico Calisto, um primo de Teodoro Gaza.
Após a morte de Nicolau (1455) e incapaz de viver por conta própria em Roma, Gaza se mudou novamente para Nápoles, onde ele foi agraciado com o patrocínio de Alfonso, o Magnânimo, por dois anos (1456-1458). Logo depois, ele foi apontado pelo cardeal Bessarion para um benefício na Calábria, onde ele passou os últimos anos de sua vida, onde morreu em 1475 e foi enterrado no mosteiro basiliano de San Giovanni a Piro.
Após a morte de Gaza, ele foi lembrado pelos autores do Renascimento e elogiado pelas suas habilidades; uma carta escrita ao papa Sisto IV por Ermolao Barbaro em 1480 inclui um detalhado elogio das habilidades de tradutor de Teodoro de Gaza:
| “ | Não faz muito tempo, Sua Santidade, sofremos uma grande e incomparável perda na pessoa de Teodoro Gaza. Aquele grego superou todos os latinos na tarefa de escrever e traduzir. Se ele tivesse vivido mais, ele poderia ter enriquecido a língua latina neste campo também. Ele o fez de fato nos mais perfeitos livros de Aristóteles, "Sobre os Animais", e de Teofrasto, "Sobre as Plantas". Na minha opinião, ele é o único a desafiar a própria antiguidade. Eu me dedico a honrar e imitar este homem. Eu admito e confesso que seus escritos me ajudaram. Eu os li com uma curiosidade não inferior à que li M. Túlio [Cícero], Plínio, Columela, Varrão, Sêneca, Apuleio e outros que precisamos conhecer em nosso campo de estudo | ” |
|   | — Carta de Ermolao Barbaro ao papa Sisto IV, 1480. |   |

Na campanha perpetrada por Gemisto Pletão contra o aristotelianismo, ele contribuiu com sua parte na defesa. Sua influência sobre os humanistas foi considerável, principalmente pelo sucesso com que ele ensinou a língua e a literatura gregas. Em Ferrara, ele fundou uma academia para contrabalançar a academia platônica fundada por Pletão em Florença.

## Obras
Suas traduções eram de altíssima qualidade, tanto em qualidade quanto no estilo, às versões em uso antes de sua época. Ele devotou particular atenção à tradução e exposição das obras de Aristóteles sobre as Ciências Naturais.
Gaza era tido em grande estima pela maioria de seus contemporâneos eruditos, mas ainda mais alta na de acadêmicos da geração seguinte. Sua gramática grega (em quatro livros), escrita em grego, impressa pela primeira vez em Veneza (1495) e traduzida parcialmente por Erasmo em 1521, ainda que contivesse seus defeitos - especialmente em sintaxe - foi, por um longo tempo, o principal livro didático no assunto.
Suas traduções do grego para o latim foram muitas e incluem:
- Problemata, De partibus animalium e De generatione animalium de Aristóteles
- A Historia Plantarum de Teofrasto
- A Problemata de Alexandre de Afrodísias
- A De instruendis aciebus de Eliano, o Estrategista
- A De compositione verborum de Dionísio de Halicarnasso
- Algumas Homilias de João Crisóstomo.

Ele também verteu para o grego a De senectute e a Somnium Scipioni, de Cícero, com muito sucesso na opinião de Erasmo; com mais elegância que exatidão, de acordo com o julgamento mais frio dos acadêmicos modernos. Ele foi também o autor de dois curtos tratados chamados De mensibus e De origine Turcarum.